# Особняк Авраамова
Особняк Авраамова — двухэтажное здание второй половины XIX века постройки по улице Арсенальская в городе Брянск Брянской области. Памятник истории и культуры регионального значения. В настоящее время здание используется для нужд в качестве резиденции митрополита Брянского и Севского.

## История
Ниже Горно-Никольского храма, на склоне Петровской горы, разместился особняк лесопромышленника Авраамова, который был возведён во второй половине XIX века в Брянске.
Здание обладает романтической архитектурой, которая свидетельствует о том, что уездный город не был лишен связей с модными течениями архитектурной идеи XIX века. Особняк выстроен довольно мастерски, имеет художественную последовательность в применении псевдоготических мотивов: в композиции фасадов, их деталей и в малых архитектурных формах - воротах и ограде.
В годы после Октябрьской революции здание отобрали у владельца и сделали общественным. С 1918 по 1919 годы здесь в этом здание располагался городской Совет рабочих и солдатских депутатов, руководителем которого был видный брянский революционер И.И. Фокин. Внутри строение неоднократно перестраивалось. В годы Великой Отечественной войны здание подверглось частичному разрушению, восстановлено в 1948 году. В 1960-х годах были проведены ремонтные работы, была изменена форма кровли, демонтированы металлическое ограждение перед фасадом, калитка и ворота.

## Архитектура
Здание представляет собой типичное для периода эклектики двухэтажный особняк с кирпичными и оштукатуренными стенами на бутовом фундаменте, выполненный в духе подражания готике.

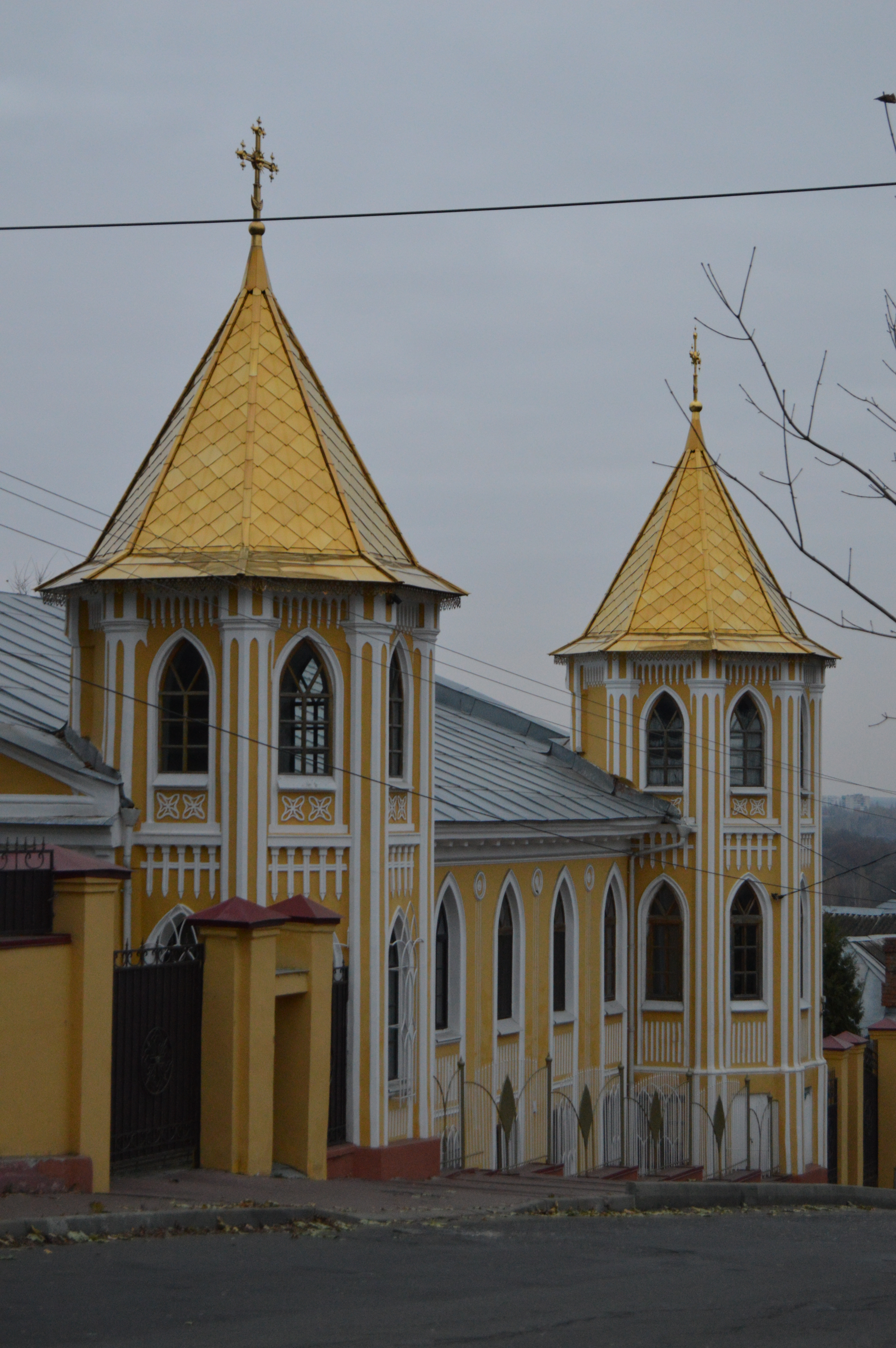
Башенки особняка

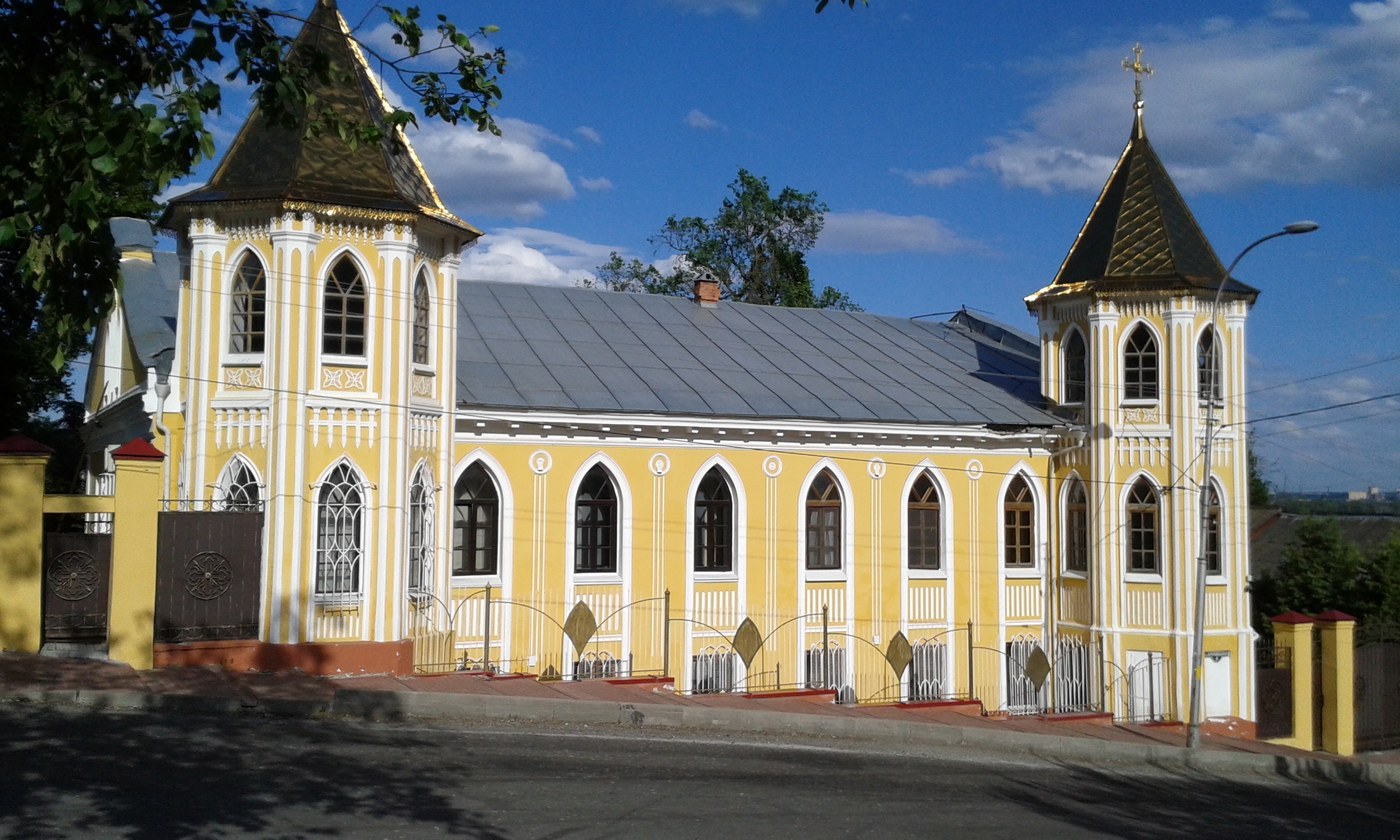
Общий вид

Объём строения прямоугольный. В северной части здания нижний этаж превращен в подвал. Особняк имеет высокую двускатную кровлю, на флангах главного фасада установлены граненые эркеры-башни в три этажа, ранее увенчанные шатрами. На втором этаже стрельчатые проемы окон заключены в обрамления с имитацией подоконных балюстрад; на углах башен пучки пилястр; в завершениях этажей карнизы с тонкими кронштейнами. На дворовом и боковых фасадах, увенчанных крупными фронтонами, окна имеют полуциркульные и лучковые перемычки.
Анфиладная планировка нижнего этажа, в которой разместились две большие парадные комнаты, расположена вдоль уличного фасада, и шестиугольными помещениями в эркерах. Со стороны двора устроены входы. Нижний этаж перекрыт сводами, верхний имеет плоские деревянные перекрытия.
В советское время здесь располагались и работали детские ясли. Ныне дом Авраамовых является резиденцией митрополита Брянского и Севского.